# Tòa giám mục

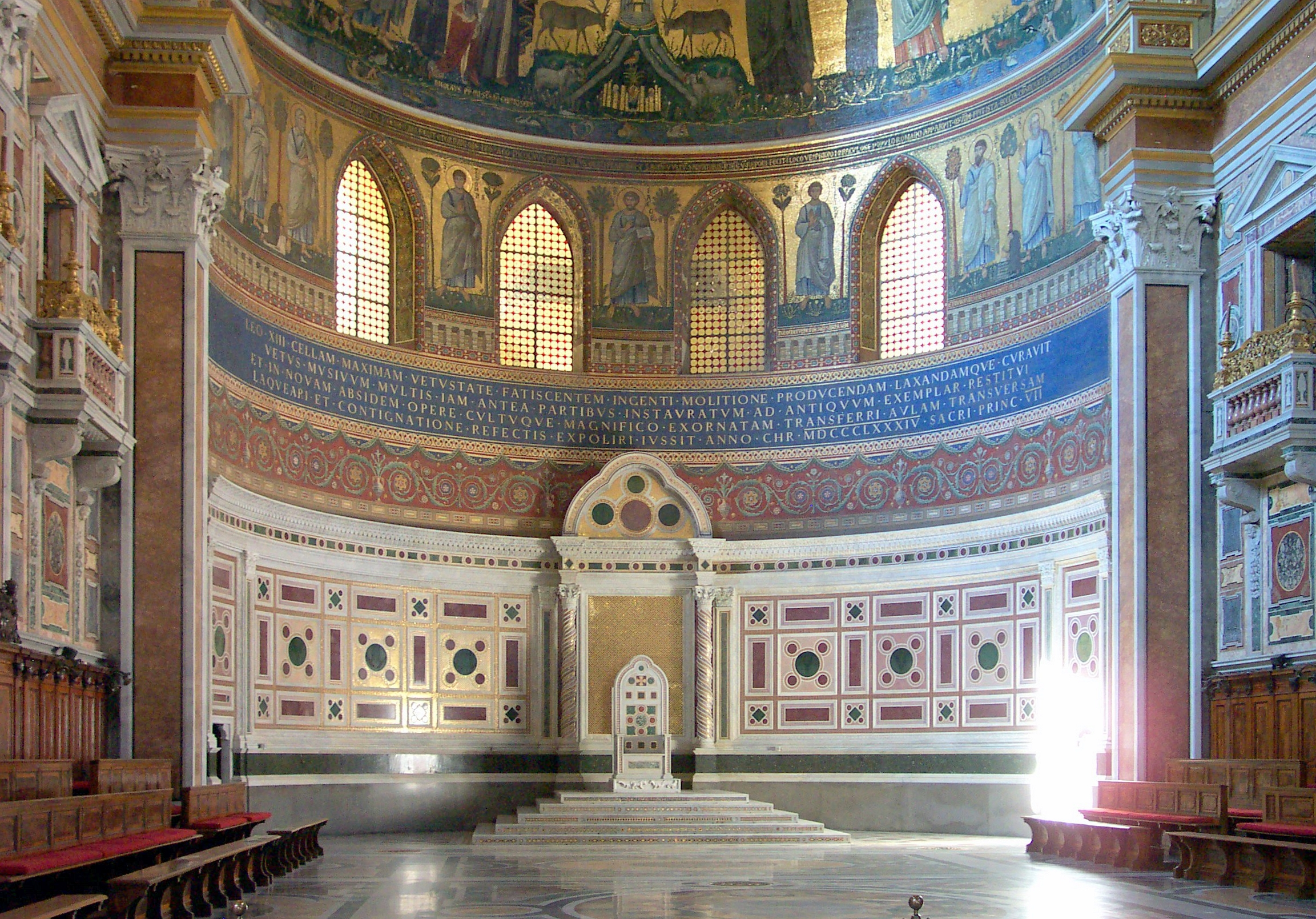
Tòa của giáo hoàng ở trong Vương cung thánh đường Thánh Gioan Latêranô (giáo hoàng là vị Giám mục giáo phận Rôma)

Tòa giám mục (Latinh: episcopalis sedes) theo nguyên nghĩa trong Giáo hội Công giáo là cái tòa, cái ngai hoặc cái ghế (cathedra) chính thức để một vị giám mục ngồi. Chỗ ngồi này được đặt trong nhà thờ chính tòa - là nhà thờ riêng của giám mục đó, thể hiện quyền lãnh đạo tín hữu trong lãnh thổ mà ông cai quản (tương ứng với một giáo phận hoặc tổng giáo phận). Giám mục có tòa trong giáo phận của mình gọi là giám mục chính tòa. Giám mục không có giáo phận để cai quản, được giáo hoàng chọn một giáo phận đã tồn tại trong quá khứ, nhưng hiện tại đã không còn để đặt tòa tượng trưng cho mình gọi là giám mục hiệu tòa, và vị đó chỉ được hưởng quyền lợi tòa đó trên danh nghĩa.
Ngày xưa, giám mục ngồi trên tòa để giáo huấn, phân xử các vụ việc trong giáo dân. Ngày nay, vị trí ghế ngồi dành riêng cho giám mục vẫn còn trong các nhà thờ chính tòa nhưng nó đã ít thể hiện là biểu tượng quyền bính hơn trước đây, và thuật ngữ "tòa giám mục" được sử dụng để chỉ tòa nhà mà giám mục ở và làm việc. Trụ sở này của giáo phận tiếng Việt còn gọi là Nhà chung.